# Diaspora Instituut Suriname
Diaspora Instituut Suriname (DIS) is een Surinaamse organisatie die Surinamers en buitenlanders met een Surinaamse achtergrond wil faciliteren in het bijdragen aan de opbouw van een welvarend en duurzaam Suriname.
Het DIS werd op 18 november 2020 op het ministerie van Buitenlandse Zaken, Internationale Business en Internationale Samenwerking gelanceerd met het online zetten van een website. President Chan Santokhi schreef tijdens deze gelegenheid als eerste van het Kabinet van de President in op de website. Hij wil met de organisatie de Surinaamse diaspora betrekken bij het beleid. "We gaan Suriname ontwikkelen met 1 miljoen Surinamers," aldus de Santokhi bij de lancering.
In de tijd erna was het DIS ook nauw betrokken bij de voorbereidingen voor de oprichting van de zusterafdeling in Nederland, het Diaspora Instituut Nederland, met Kathleen Ferrier als oprichtingsvoorzitter. Santokhi lanceerde dit instituut op 11 september 2021, tijdens zijn werkbezoek aan Nederland.
Het instituut is gevestigd in het gebouw van het directoraat Internationale Samenwerking van het ministerie aan de Mr. F.H.R. Lim A Postraat 25 in Paramaribo.